# Michael Buchberger
Michael Buchberger, né le 8 juin 1874 à Jetzendorf et mort le 10 juin 1961 à Straubing, est un prélat allemand qui est évêque de Ratisbonne, en Bavière, de 1928 à 1961.

## Biographie

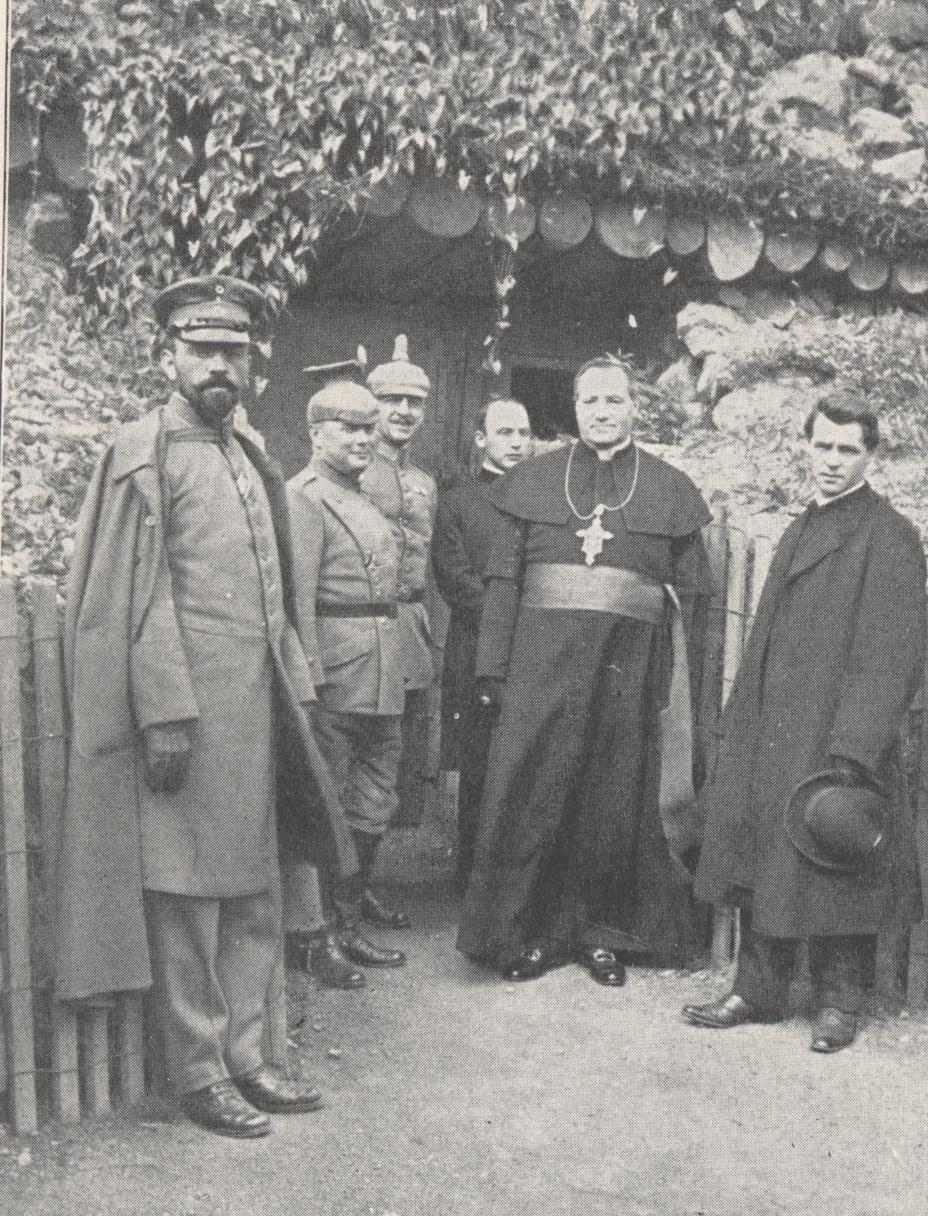
L'abbé Buchberger (à droite) en 1916 sur le front avec le cardinal Francis von Bettinger (au milieu) et l'aumônier de division de l'armée bavaroise Jakob Weis (à gauche).

Michael Buchberger est ordonné prêtre le 29 juin 1900 pour l'archidiocèse de Munich et Freising. En novembre 1923, le pape Pie XI le nomme évêque titulaire (in partibus) d'Athribis (de) et évêque auxiliaire de Munich et Freising. Il est consacré le 20 janvier 1924 par le cardinal von Faulhaber. Du 12 mars 1928, jusqu'à sa mort, il dirige le diocèse de Ratisbonne, succédant à Mgr Anton von Henle. Il consacre l'église Saint-Antoine de Ratisbonne, le 11 novembre 1928.
Buchberger, bien versé dans l'histoire de l'Église, a participé à la publication de plusieurs encyclopédies ecclésiastiques, pour lesquelles il était également actif en tant qu'auteur. De 1907 à 1912, il a publié le Kirchliche Handlexikon , de 1930 à 1938 l'ouvrage de suivi, le Lexikon für Theologie und Kirche, publié en dix volumes avec 80 000 articles au début.
Dans le Kirchliches Handlexikon dont il est responsable en tant que rédacteur en chef, et de la même manière également dans la première édition publiée par lui en 1930 du Lexikon für Theologie und Kirche (Lexique de la théologie et de l’Église) on peut trouver des positions antijudaïques. Il s'est également fait l'écho de l'attitude anti-chrétienne de certains cercles juifs, ce qui a motivé ses propres préjugés,. Alors que la Bavière et tout le pays traversent des années de pauvreté et d'hyperinflation, Mgr Buchberger critique les profiteurs de l'après-guerre et de la république de Weimar et ne désamorce pas l'antisémitisme montant au sein de la population paupérisée. Au contraire, dans son livre Gibt es noch eine Rettung, publié en 1931, il affirme que « la presse, qui mine continuellement la vie religieuse et morale du peuple » et « qui vit littéralement en partie de la lutte contre la foi et les coutumes chrétiennes », est en bonne partie entre les mains des juifs.
« De nombreuses plumes juives ont péché et continuent de pécher jusqu'à aujourd'hui à travers une littérature laxiste et superficielle, anti-religieuse et anti-chrétienne jetée en masse parmi le peuple, qui ronge la moelle morale de notre peuple, en particulier notre jeunesse. (...) Le capital juif écrasant domine la vie économique, et en particulier le commerce, d'une manière préjudiciable au bien commun et très dangereuse ; de sorte que le plus petit homme d'affaires, artisan et entrepreneur allemand ne peut tout simplement pas suivre et doit donc périr. Dans toutes les villes, les grands magasins juifs attirent les affaires et les ventes parce que le grand capital fait toujours succomber le plus petit. Il faut dire très ouvertement que cela signifie une injustice envers le peuple dans son ensemble, que cela nuit gravement au bien commun et au bien-être du peuple, que cela détruit des milliers de moyens de subsistance et provoque énormément d'amertume. »
Mgr Buchberger critique aussi d'autres groupes sociaux, comme « ces colporteurs et agents qui courent le monde de droite à gauche » que l'on trouve dans les « rassemblements de communistes, de socialistes, de libre-penseurs, d'adventistes, de Témoins de Jéhovah, de crémateurs et de toutes sortes de sectes. ».
Lorsque le prédicateur de la cathédrale de Ratisbonne, Johann Maier, a demandé le 23 avril 1945 que la ville de Ratisbonne se rende aux troupes américaines sans combattre, il est reconnu coupable par la cour martiale et pendu immédiatement, et Mgr Buchberger qui s'était caché dans un abri anti-aérien ne peut rien dire.
Après la guerre, Mgr Buchberger s'efforce de reconstruire son diocèse, de parer aux secours, et d'accueillir les réfugiés des anciennes zones de l'Est passées sous administration soviétique. Rien que dans l'année 1945 se sont 95 associations caritatives qui doivent être mises sur pied dans le diocèse. Dans les années qui suivent, 175 nouvelles églises sont construites.
Pour son jubilé, le pape Pie XII lui confère ad personam le titre d'archevêque. Il meurt le 10 juin 1961. Mgr Rudolf Graber lui succède.

## Position sous le Troisième Reich
Le chercheur Wolfgang Benz considère que l'activité de la fameuse chorale enfantine des Regensburger Domspatzen est un exemple du « compromis que l'Église doit sans arrêt négocier avec l'État, entre piété et commerce. » Mgr Buchberger qui avait « entretenu de bonnes relations avec la chancellerie du Reich » doit s'adapter aux diktats de l'État national-socialiste. L'attitude de compromis de l'évêque lui a été grandement reprochée à partir des années 1970 dans une série d'articles d'historiens.
Pour le théologien Klaus Unterburger, qui enseigne l'histoire de l'Église catholique à Ratisbonne, il ne fait aucun doute que « dans l'abstrait la vision de Buchberger du monde et de la politique montre des zones de divergence considérables avec le national-socialisme », mais que son attitude concrète envers le national-socialisme était « systématiquement négative et oppositionnelle ». Néanmoins, il y avait « un consensus ou au moins des points de contact » dans d'autres domaines, par exemple dans l'anticommunisme massif, « mais aussi vis-à-vis de certains stéréotypes anti-juifs qu'il développa notamment en 1931. »

## Succession apostolique
Michael Buchberger a ordonné les évêques suivants :
- Évêque Johann Baptist Höcht (de) (1936)
- Évêque Josef Hiltl (de) (1951)

## Distinctions
- 1949 : Médaille d'or du citoyen d'honneur de la ville de Ratisbonne. Une allée de la ville est baptisée de son nom: Erzbischof Buchberger Allee
- 1949 : Médaille Albert-le-Grand (de) de la ville de Ratisbonne
- 1953 : Ordre du Mérite de la République fédérale d'Allemagne avec plaque et étoile
- 1959 : Ordre bavarois du Mérite